# Ce soir
Ce soir ('Esta noche'), fue un diario francés fundado por el Partido Comunista Francés (PCF) y dirigido por Louis Aragon y Jean-Richard Bloch. Se publicó entre 1937 y 1953, aunque entre 1939 y 1944 estuvo prohibido.

## Historia

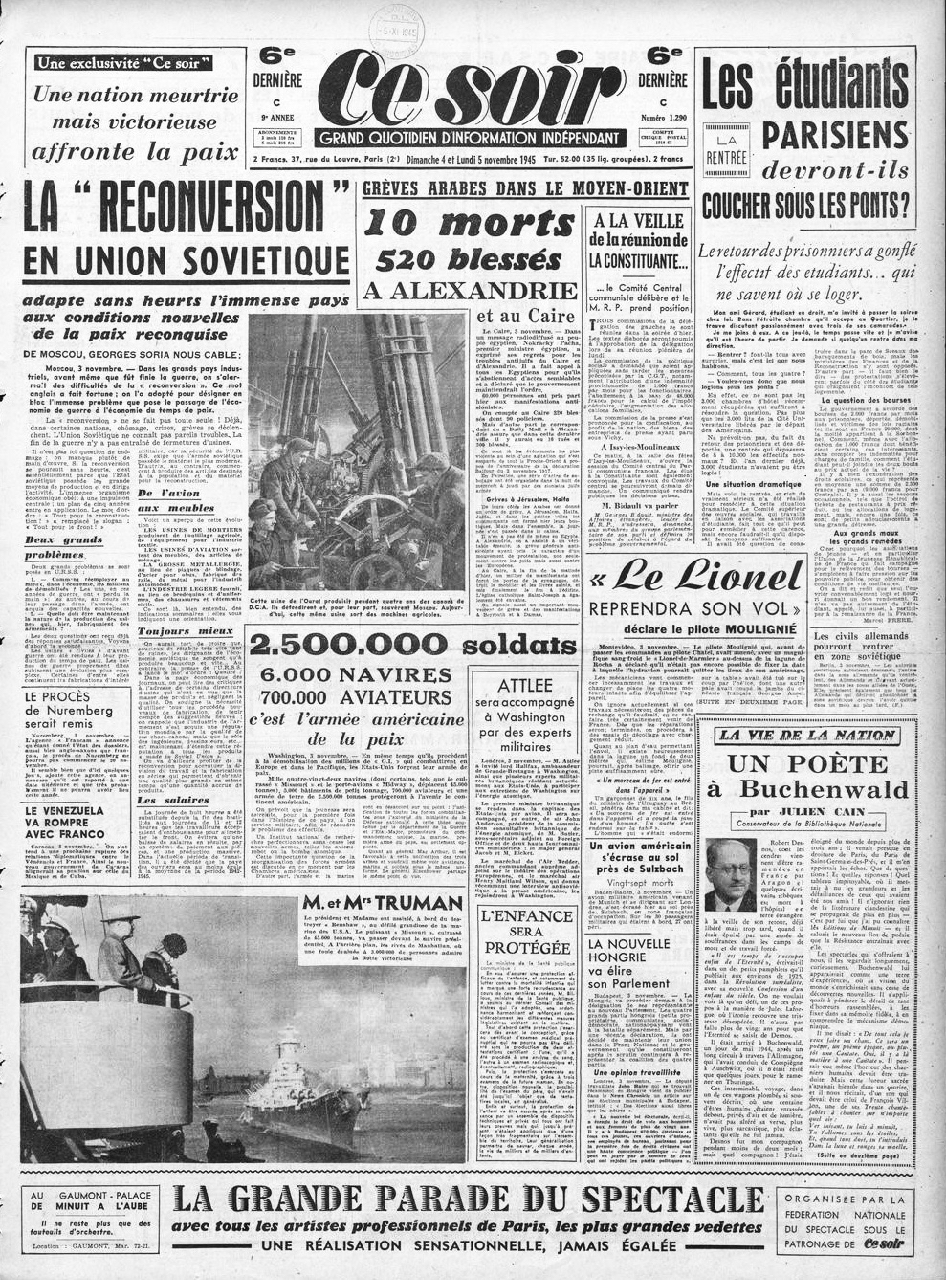
Primera página de la edición del 4 de noviembre de 1945.

El periódico fue creado por iniciativa del secretario general del Partido Comunista Maurice Thorez para competir con Paris-Soir. El primer número se publicó el 1 de marzo de 1937. El periódico estaba bajo la dirección de dos escritores famosos: Louis Aragon, que ya era miembro del Partido Comunista, y Jean-Richard Bloch, que era un simpatizante del PCF y que finalmente se unirá al partido en 1939.
Aunque Ce soir nunca llegó a alcanzar el número de ejemplares de Paris soir, consiguió una tirada de 260 000 ejemplares en marzo de 1939.
Entre los colaboradores más famosos del periódico se encontraban René Arcos, Julien Benda, Jean Blanzat, Jean Cocteau, Lise Deharme, Robert Desnos, Luc Durtain , Yvette Guilbert, Francis Jourdain, André Lhote, Darius Milhaud, Georges Pillement, Tristan Rémy, Jean Renoir, Georges Sadoul, Elsa Triolet y Jean Wiener.
La Guerra Civil Española fue cubierta por dieciocho periodistas y reporteros-fotógrafos. Entre estos últimos se encontraron fotógrafos que más tarde se harían famosos por su cobertura de la Guerra Civil Española, como Gerda Taro, que murió en la Batalla de Brunete en julio de 1937 y que cubrió el Segundo Congreso de Escritores Antifascistas, Robert Capa y Chim, también conocido como David Seymour.
El periódico fue prohibido el 25 de agosto de 1939 por las autoridades francesas, junto con L'Humanité y el resto de publicaciones del PCF, porque eran sospechosas de apoyar el Pacto Molotov-Ribbentrop.
El periódico no reanudó oficialmente su publicación hasta 1944. Luis Aragón reasumió el cargo de director junto con Bloch, pero tras la muerte de este último en 1947, Aragon se convirtió en el único director del periódico.
Tras el desalojo de los ministros comunistas del gobierno francés en 1947 y el inicio de la Guerra Fría, poco a poco se cuestionó la existencia del periódico, cuya administración era similar a la de L'Humanité. En 1947, las sedes de los dos periódicos se reunieron en el mismo edificio. El diario, que perdió su autonomía, se vio entonces atrapado en una espiral de decadencia. El 28 de febrero de 1953 dejó de publicarse.